# Björkö
Björkö este o arie protejată (arie specială de conservare — SAC, sit de importanță comunitară — SCI) din Suedia întinsă pe o suprafață de 979,4 ha, integral pe uscat.

## Localizare
Centrul sitului Björkö este situat la coordonatele 57°51′37″N 16°38′56″E / 57.8604°N 16.6488°E.

## Înființare
Situl Björkö a fost declarat sit de importanță comunitară în iulie 2000 pentru a proteja un număr necunoscut de specii din flora spontană și fauna sălbatică aflate în arealul zonei. Situl a fost protejat și ca arie specială de conservare în martie 2011.

## Biodiversitate
Situată în ecoregiunile boreală și marină baltică, aria protejată conține 10 habitate naturale: Insulițe și insule mici din Baltica boreală, Faleze cu vegetație de pe coastele atlantice și baltice, Vegetație perenă pe țărmurile stâncoase, Roci stâncoase cu vegetație pionieră de Sedo-Scleranthion sau Sedo albi-Veronicion dillenii, Golfuri mici largi și golfuri puțin adânci, Pășuni de coastă din Baltica boreală, Vegetație anuală la limita mareei, Recifuri, Litoraluri nisipoase din Baltica boreală cu vegetație perenă, Lagune de coastă.
La baza desemnării sitului se află un număr nedeclarat de specii protejate.